# Konrad Meyer-Hetling

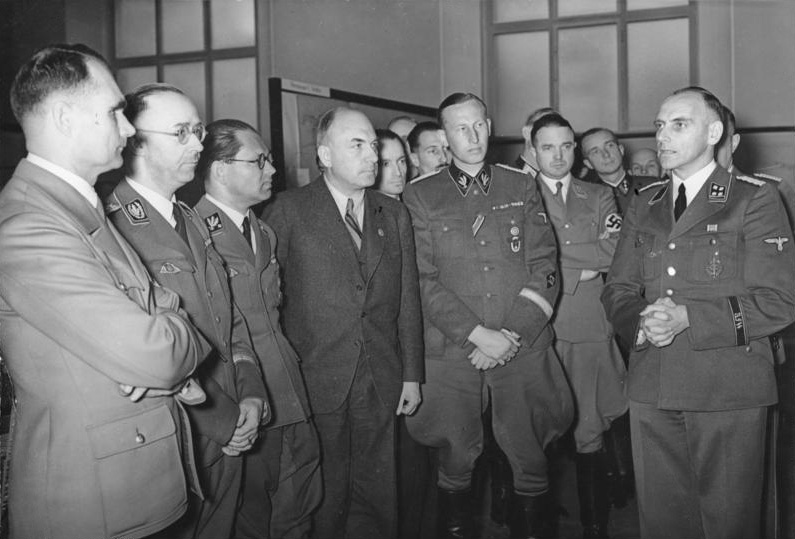
Konrad Meyer prezentuje wystawę "Planung und Aufbau im Osten" 1941. Od lewej stoją Rudolf Hess, Heinrich Himmler, Philipp Bouhler, Dr. Fritz Todt, Reinhard Heydrich, Erich Ehrlinger

Konrad Meyer-Hetling (ur. 15 maja 1901 w Salzderhelden/Einbeck, zm. 25 kwietnia 1973 w Salzderhelden) – niemiecki agronom znany ze swojego wkładu w powstanie oraz realizacji Generalnego Planu Wschodniego.

## Życiorys
Urodził się w Salzderhelden niedaleko Einbeck w południowej części Dolnej Saksonii jako syn nauczyciela szkolnego.
Do NSDAP przyłączył się 1 lutego 1932 otrzymując numer członkowski 908.471, a do SS 20 czerwca 1933 otrzymując numer 74.695.
W stopniu SS-Oberführera kierował opracowaniem Generalnego Planu Wschodniego. Był szefem departamentu planowania Komisariat Rzeszy do spraw Umacniania Niemczyzny (niem. Reichkomissar für die Festigung deutsches Volkstums) – urzędu III Rzeszy zajmującego się planowaniem polityki germanizacyjnej oraz kierowaniem przesiedleniami ludności cywilnej na terenach okupowanych.
Krytycznie odnosił się do jednego z niezrealizowanych wersji Generalnego Planu Wschodniego przygotowanego przez Alexandra Dolezaleka.

### Okres powojenny
Skazany w procesie RuSHA na 2 lata i 10 miesięcy.
Był jednym z rozmówców Krzysztofa Kąkolewskiego w jego zbiorze wywiadów ze zbrodniarzami nazistowskimi Co u pana słychać? (zmarł w kilka tygodni po przeprowadzeniu wywiadu).